# Trigonoporus dendriticus
Trigonoporus dendriticus is een platworm (Platyhelminthes). De worm is tweeslachtig. De soort leeft in het zoute water.
Het geslacht Trigonoporus, waarin de platworm wordt geplaatst, wordt tot de familie Callioplanidae gerekend. De wetenschappelijke naam van de soort werd voor het eerst geldig gepubliceerd in 1892 door Verrill.